# Giuseppe Calcaterra
Giuseppe Calcaterra (Cuggiono, 9 december 1964) is een Italiaans voormalig beroepswielrenner, actief van 1985 tot en met 2001.

## Overwinningen
1987
- Nice - Alassio

1993
- Ronde van de Apennijnen

1994
- 3e etappe Postgirot Open

## Resultaten in voornaamste wedstrijden
| Jaar | Ronde van Italië | Ronde van Frankrijk | Ronde van Spanje |
| ---- | ---------------- | ------------------- | ---------------- |
| 1985 |                  |                     |                  |
| 1986 |                  |                     |                  |
| 1987 | 106e (1)         |                     |                  |
| 1988 |                  |                     |                  |
| 1989 | 123e             |                     |                  |
| 1990 |                  | 118e                | opgave           |
| 1991 | 117e             | 149e                |                  |
| 1992 | 138e             |                     |                  |
| 1993 | 96e              |                     |                  |
| 1994 | 79e              |                     | 77e (1)          |
| 1995 | 111e             |                     | 115e             |
| 1996 | 91e              | opgave              |                  |
| 1997 | 103e             |                     | 115e             |
| 1998 | 93e              | opgave              |                  |
| 1999 | 109e             | opgave              |                  |
| 2000 | 118e             |                     | opgave           |

| Jaar | Milaan-San Remo | Gent-Wevelgem | Ronde van Vlaanderen | Parijs-Roubaix | Ronde van Lombardije |  | Wereldranglijsten |
| ---- | --------------- | ------------- | -------------------- | -------------- | -------------------- |  | ----------------- |
| 1985 |                 |               |                      |                | 22e                  |  |                   |
| 1986 | 27e             | 23e           | 30e                  |                |                      |  |                   |
| 1987 | 5e              | 48e           | 20e                  |                |                      |  | 42e (SPP)         |
| 1988 | 6e              |               | 10e                  | 47e            |                      |  | 60e (UWB)         |
| 1989 | 9e              |               |                      |                |                      |  | 75e (UWB)         |
| 1990 |                 | 105e          | 24e                  |                |                      |  |                   |
| 1991 |                 | 65e           |                      | 79e            |                      |  |                   |
| 1992 | 135e            |               |                      |                |                      |  |                   |
| 1993 |                 |               |                      |                |                      |  |                   |
| 1994 | 20e             |               |                      |                |                      |  |                   |
| 1995 | 99e             | 78e           |                      | 32e            |                      |  |                   |
| 1996 |                 |               |                      |                |                      |  |                   |
| 1997 | 159e            | 10e           | 38e                  |                |                      |  |                   |
| 1998 |                 |               |                      |                |                      |  |                   |
| 1999 |                 |               |                      |                |                      |  |                   |
| 2000 |                 |               |                      |                |                      |  |                   |